# Einsteinov hladilni stroj
Einsteinov hladílni stròj [ájnštajnov ~] je vrsta hladilnega stroja, ki sta ga leta 1926 skupaj izumila Albert Einstein in njegov nekdanji študent Leó Szilárd. Zanj sta 11. novembra 1930 prejela ameriški patent 1,781,541. Stroj je enotlačni absorpcijski hladilni stroj s podobno izvedbo kot plinski absorpcijski hladilni stroj.
Takšen tip absorbcijske toplotne črpalke je leta 1810 naredil škotski matematik in fizik John Leslie. Einstein in Szilárd sta našla način, s katerim se ognemo uporabi mehanske črpalke, da vsi deli hladilnega stroja delajo na istem tlaku in kjer sta kondenzator in absorber spojena v celoto. 
V levi krožni spremembi, ki izvaja hlajenje, se kot delovna sredstva uporabljajo amonijak (tekočina za izenačevanje tlaka), butan (hladilo) in voda (absorpcijska tekočina). Einsteinov hladilni stroj naj bi bil prenosljiv, sestavljen iz poceni in negibnih sestavnih delov, ter deloval tiho in zanesljivo. Pri zgodnjih modelih je bila težava zaradi puščanja amonijaka in ni znano ali bi stroj ustrezno hladil.
Einstein se je lotil tega izuma zaradi pomoči svojemu nekdanjemu študentu. Pri tem je uporabil svoje znanje in izkušnje iz patentnega urada v Bernu. Hladilnega stroja v začetku niso izdelovali komercialno, patentne pravice so odkupila podjetja kot je švedski Electrolux, pridobljena denarna sredstva pa so več let pomagala Szilárdu. Electrolux pod blagovno znamko Dometic izdeluje podoben plinski absorpcijski hladilni stroj, ki sta ga izumila leta 1922 Baltzar von Platen in Carl Georg Munters.